# هاو ستف ووركس
هاو ستف ووركس (بالإنجليزية: HowStuffWorks)‏ هو موقع إلكتروني للترفيه التجاري الأمريكي أسسه الأستاذ والمؤلف مارشال برين لتزويد جمهوره المستهدف بمعلومات عن طريقة عمل العديد من الأشياء. يستخدم الموقع العديد من الوسائط لشرح المفاهيم والمصطلحات والآليات المعقدة، بما في ذلك الصور والرسوم البيانية ومقاطع الفيديو والرسوم المتحركة والمقالات.

## وصلات خارجية
- الموقع الرسمي